# Коанье Токам, Брюно
Брюно Коанье Токам (фр. Bruno Koagne Tokam; 30 декабря 1978, Бафусам) — камерунский футболист, завершивший игровую карьеру, выступал на позиции полузащитника.

## Клубная карьера
Брюно Коанье Токам начал футбольную карьеру на родине, а затем ненадолго переехал в Россию, где играл за команды «Нефтяник-Кубань» и «Черноморец» из Новороссийска. В 1999 году Брюно перешёл в испанский «Альсира», который на тот момент выступал в третьем дивизионе Испании. В команде камерунский полузащитник сыграл одиннадцать матчей, а через год отправился в португальский клуб «Одивелаш». Позже выступал за французские команды «Бланьяк», «Шампань» и «Каркасон».